# サンタンブロージョ教会

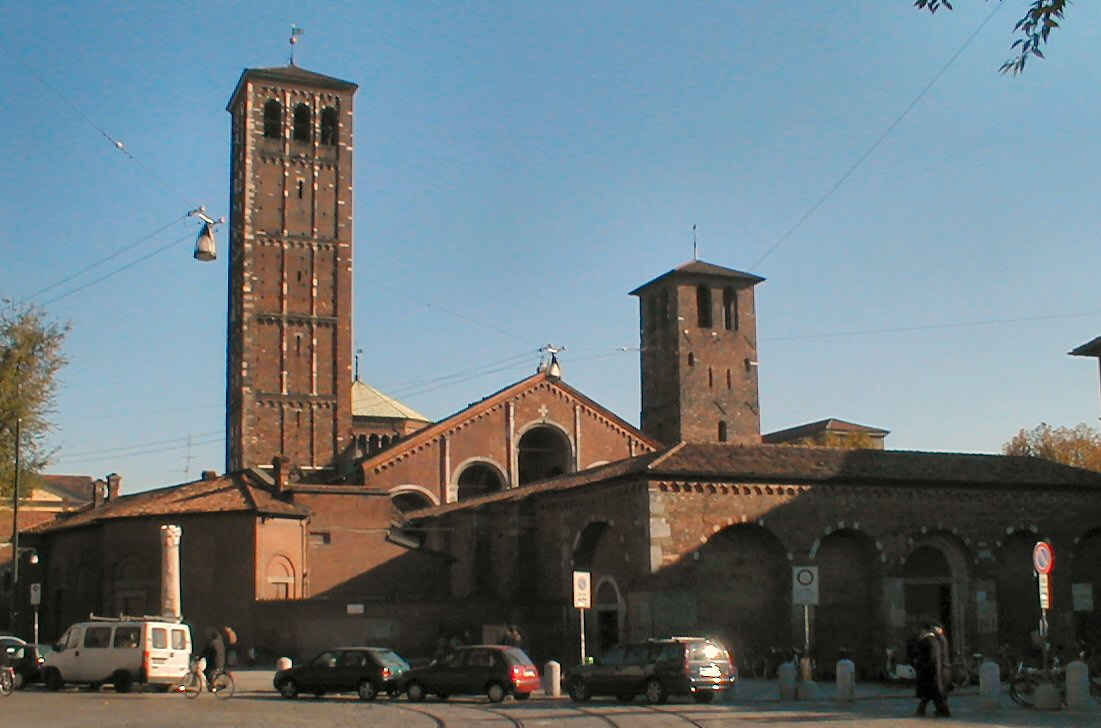
西から見た聖堂の外観

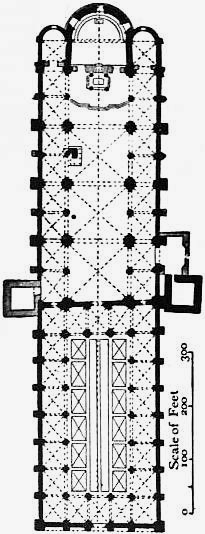
教会堂平面図

サンタンブロージョ教会 またはサンタンブロージョ聖堂(Basilica di Sant'Ambrogio) は、イタリア共和国ロンバルディア州の州都であるミラノに建つカトリックの聖堂。縁起は4世紀で、ミラノでも最古の聖堂である。ミラノの守護聖人、聖アンブロジウスを祀る。
建築様式は一部ゴシックへの過渡期的特徴もあるロマネスクであり、リヴ・ヴォールトを大規模に採用した例としてはイギリスのダラム大聖堂と並んで最初期の例にあたる。ロンバルディア・ロマネスクと呼ばれる様式の、その中でも本項の聖堂は代表格とも評される。
ランゴバルド王国、神聖ローマ帝国の多くの王はこの聖堂でロンバルディアの鉄王冠の戴冠を行った。

## 歴史

### 初期から大改築まで
本項の聖堂が建てられる以前、この場所にはバッカス神殿の遺構があった。
献堂は386年で、時のミラノ司教であったアンブロジウスによって行われた。この時点では聖ジェルバシウスとプロタシウスへ捧げられた聖堂であったが、397年にアンブロジウスが没すると2聖人のそばに葬られることになり、聖堂は人々から「サンタンブロージョ」として呼ばれるようになった。5-8世紀に渡ってはゲルマン民族の大移動の影響を受け、ミラノは支配と略奪とを被り衰退するが、8世紀末にランゴバルドに代わりフランクのシャルルマーニュの統治下で再興を始める。784年、シャルルマーニュ治下においてサンタンブロージョ教会にはベネディクト会の修道院と教会参事会を併設し、共同管理下におかれることになった。

### 大改築
9世紀と11-12世紀に大規模な改築が行われている。現在も残るサンタンブロージョ教会の姿はおおむねこの時期までに決定付けられた。
9世紀にサンタンブロージョ教会の特徴であるアトリウム（西正面）と、東端部を拡張した。聖堂正面の2本の塔のうち、南の塔は8-9世紀の建設と言われる。東端部後陣へのモザイク（後述）移設と内陣の拡張が行われ、さらにクリプトもこの時期に新設された。
11-12世紀の再度の改築では、複合柱とレンガのアーチで構成される現在のアトリウムの姿が完成した。この改築ではアトリウム東辺をなす聖堂ファサードの大アーケードも設けられた。聖堂正面の2本の塔のうち、北の塔はこの時期の建設である。聖堂内部では後述の説教壇、身廊の交差リヴ・ヴォールトおよび後陣手前（祭壇が設置されている箇所）の天井にあるドームもこの時期の作である。また、柱頭彫刻や複合柱など、その他のロマネスクの資質を揃えたのもこの時期であった。なお、この11世紀からの改築は11世紀に発生した地震により木造部分が崩壊したために行われた。

### 現代まで
以降、聖堂本体の形態は変わらないが、聖堂北部にブラマンテの設計によってルネサンス様式のカノニカ (Canonica)が設置された。

## 建築

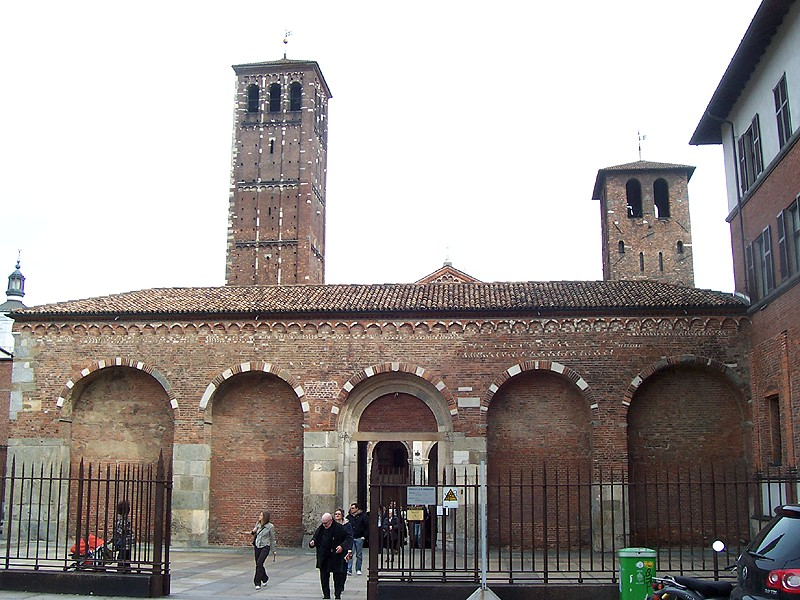
西から見た聖堂の外観。ブラインドアーチとその間の入り口。

### 外観
西正面は本聖堂の特徴であるアトリウムが設置されているが、聖堂外部から見えるものは4つのブラインドアーチとそれらの間にある1つの開口アーチをもつ壁である。中央の開口部から内部へ入るとアトリウムという空間に入る。アトリウムは周囲を屋根のついた回廊が囲み、中央の中庭には屋根はない。アトリウム中央から周囲を見渡すと、ロンバルディアロマネスクの特徴であるロンバルディア帯も周囲の回廊上部に確認できる。回廊の複合柱に設置された柱頭彫刻は11世紀の改築時に製作されたロマネスク彫刻であり、グリフォンのような空想の動物もあれば、パルメット、ロゼットといった植物の図像も彫られている。正面ファサードはナルテックスになっており、3つの扉が内部へ通じている。
聖堂の中ほどには11世紀の改築で付け加えられた八角形の外見を持つ丸天井が突出している。その各辺は2層のギャラリーで縁取られており、その上、軒下には小さな交差アーチによる装飾が施されている。東端の後陣外周の上部もロンバルディア帯ではなくギャラリーで縁取られている。

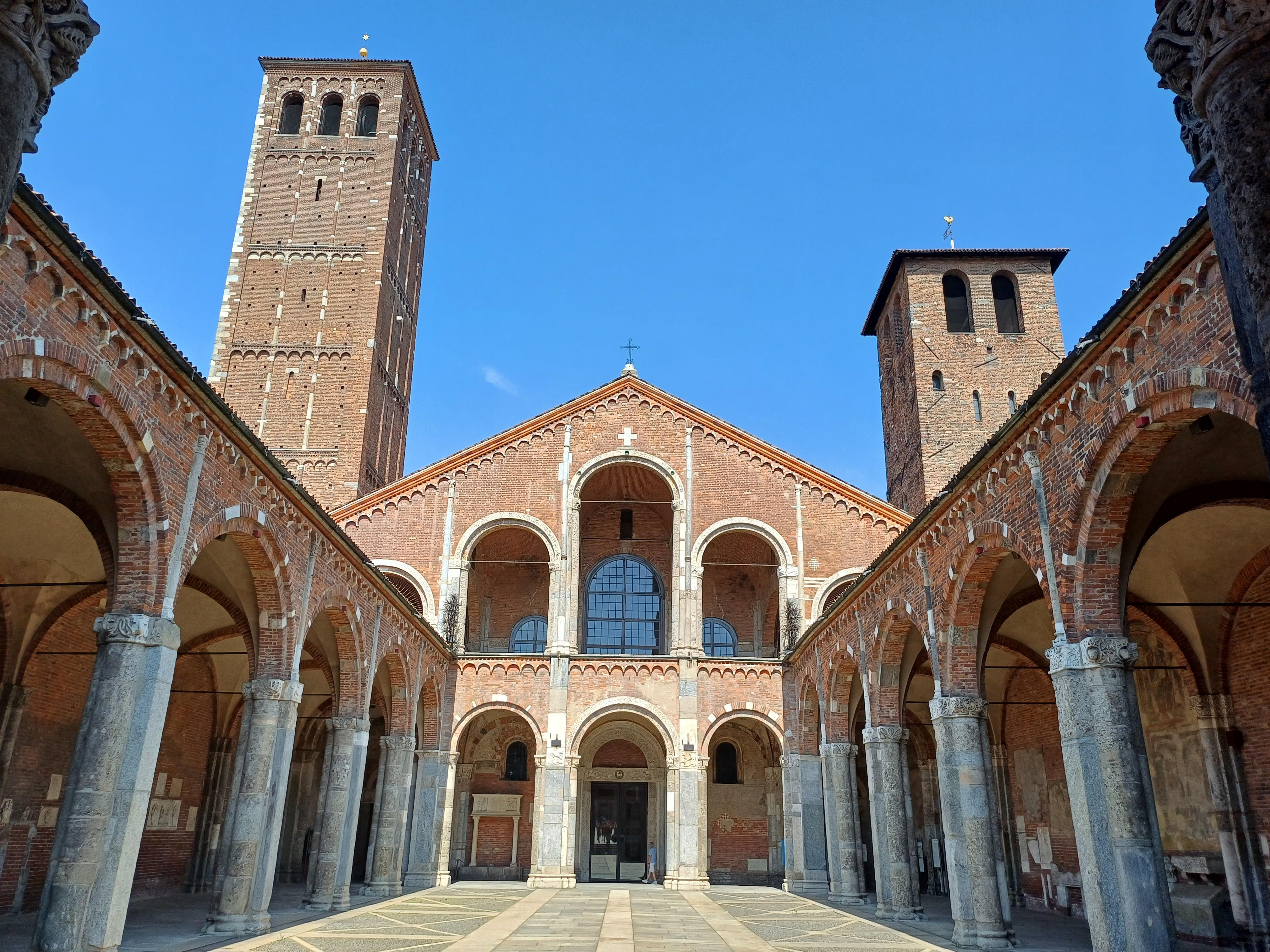
アトリウムへ入った所。正面が聖堂ファサード。
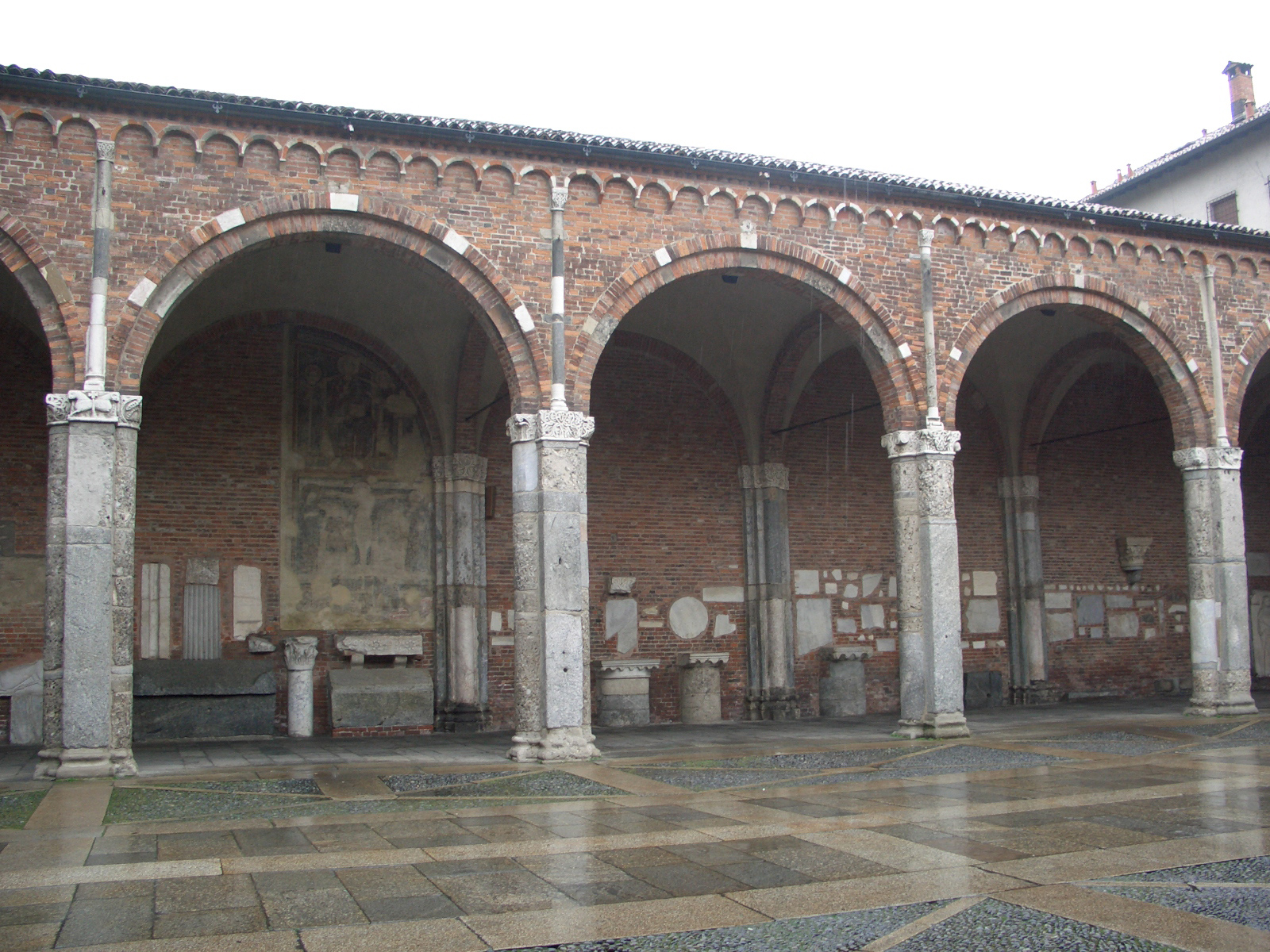
回廊。アーケードの上部、軒下にはロンバルディア帯による装飾が見られる。
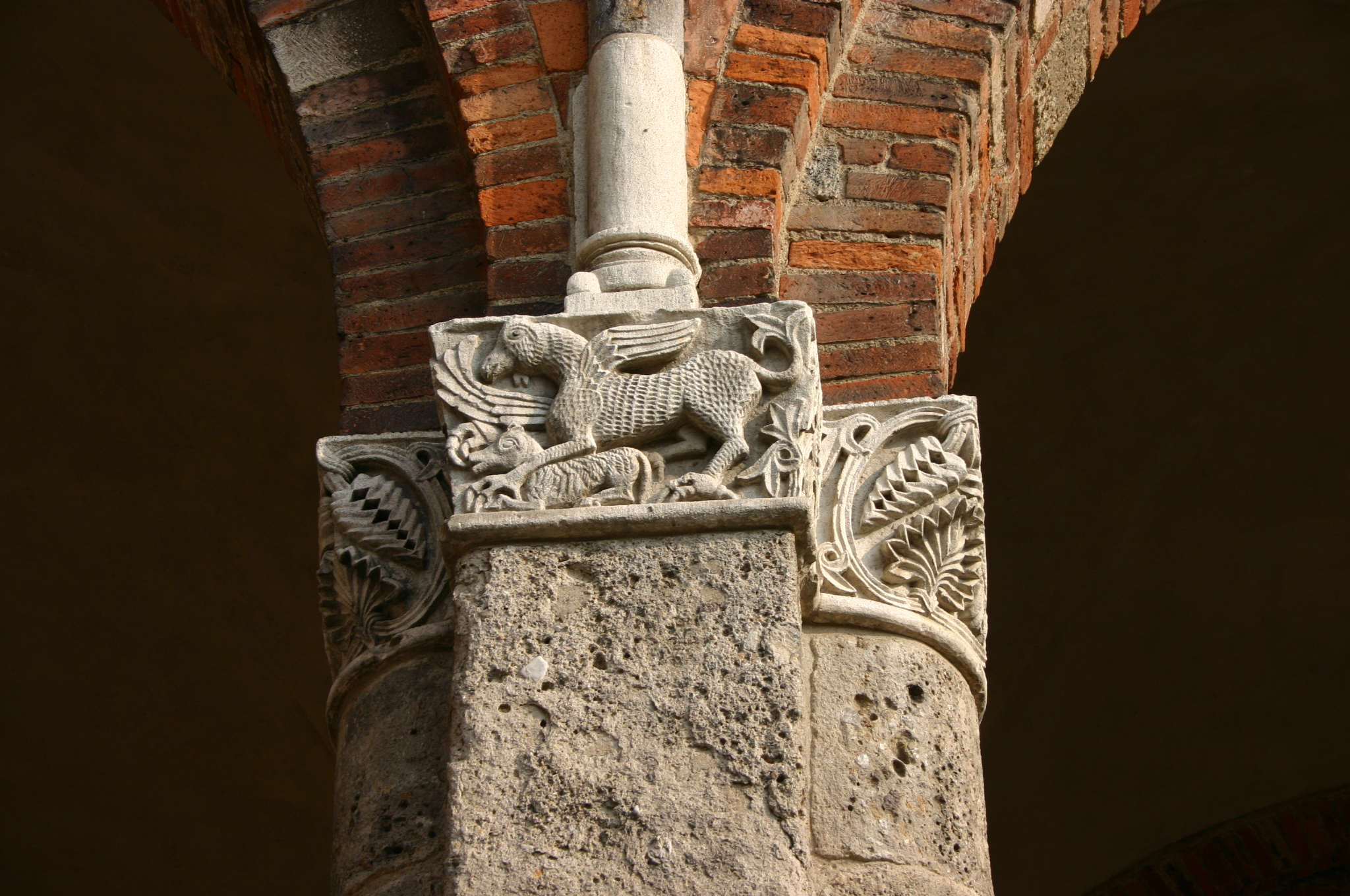
回廊部の柱頭彫刻。グリフォン
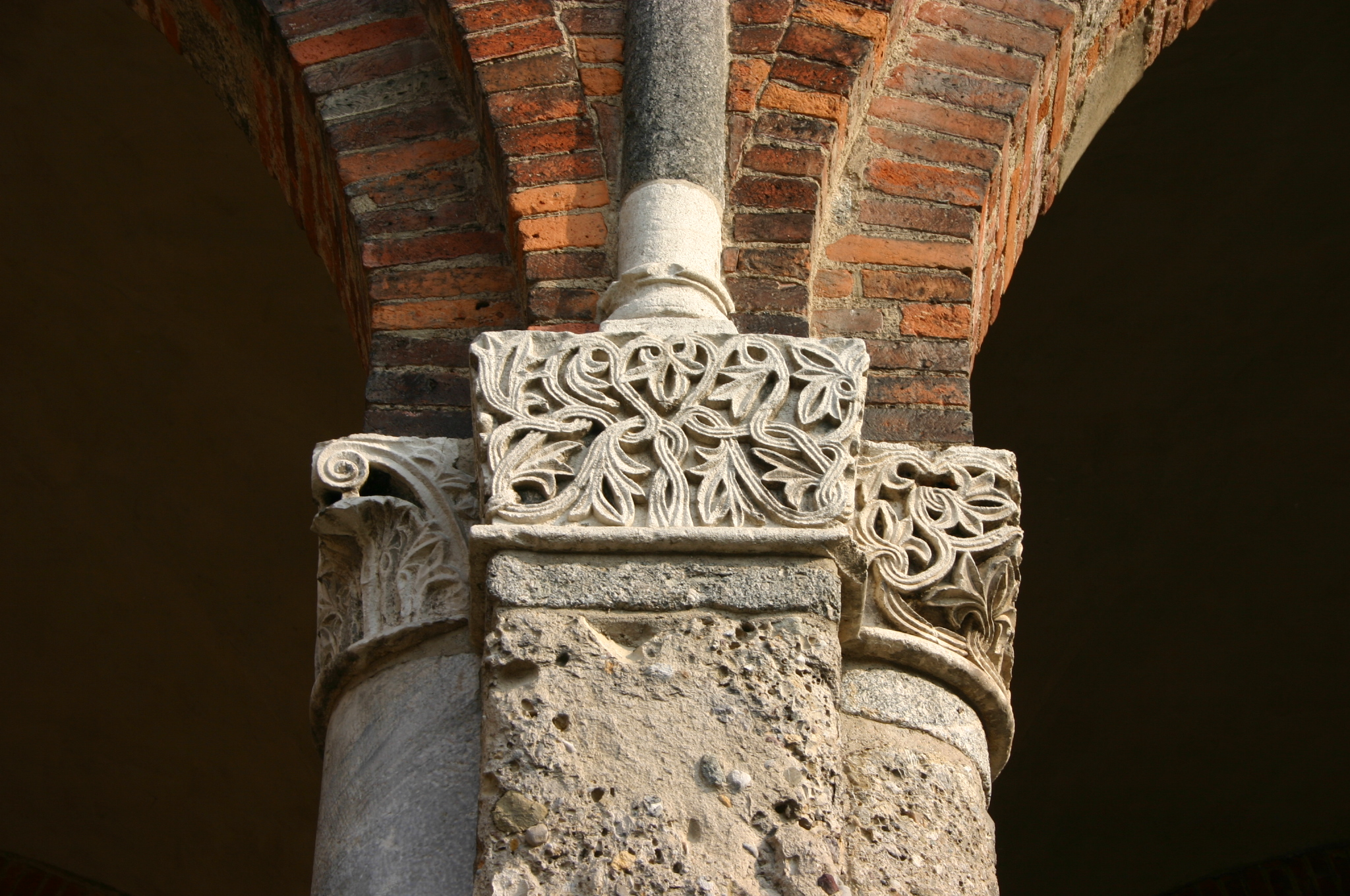
回廊部の柱頭。植物紋。
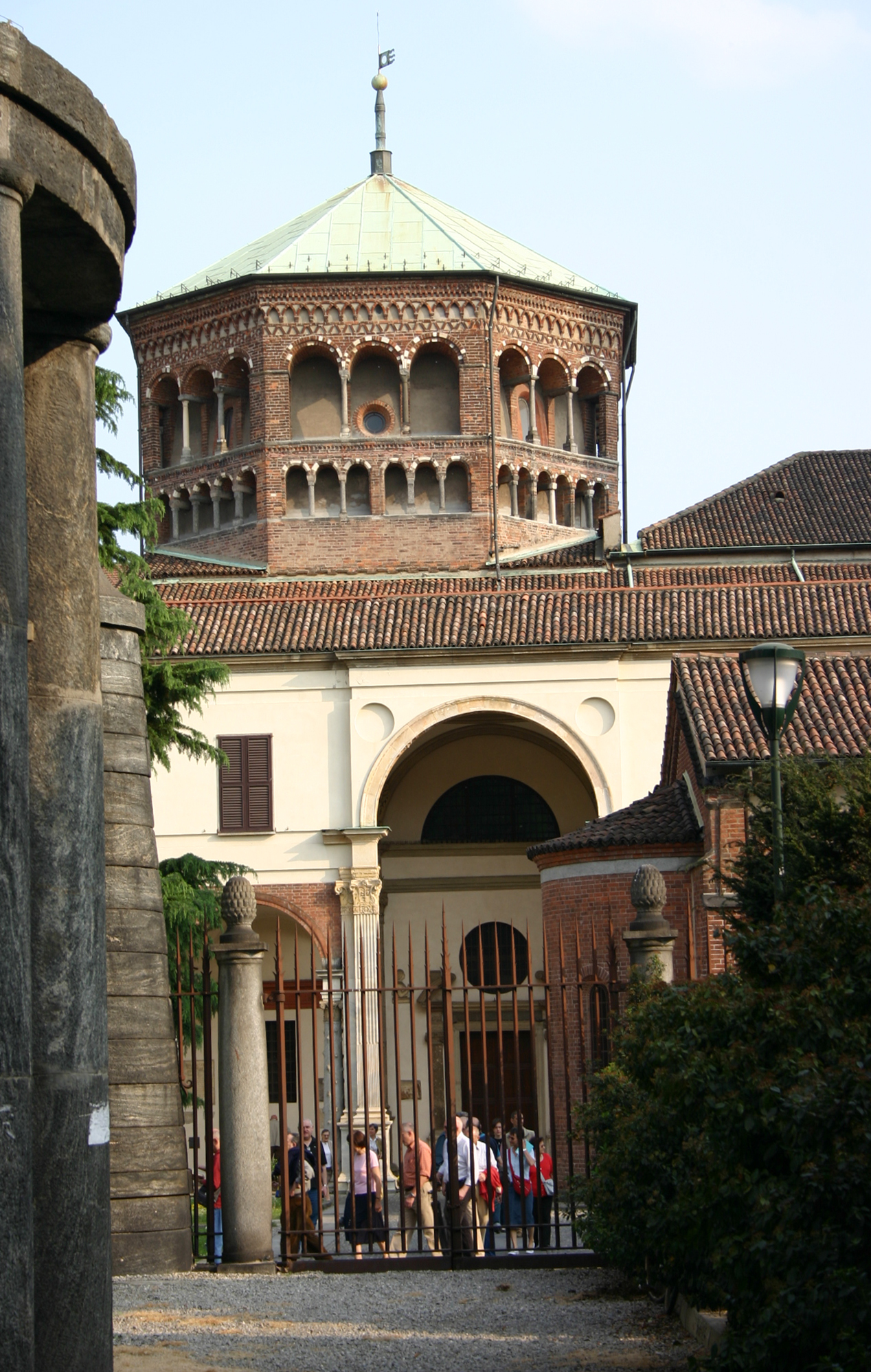
八角形の天井。手前の白い壁を見せる建築物はブラマンテ設計によるカノニカ[15]。
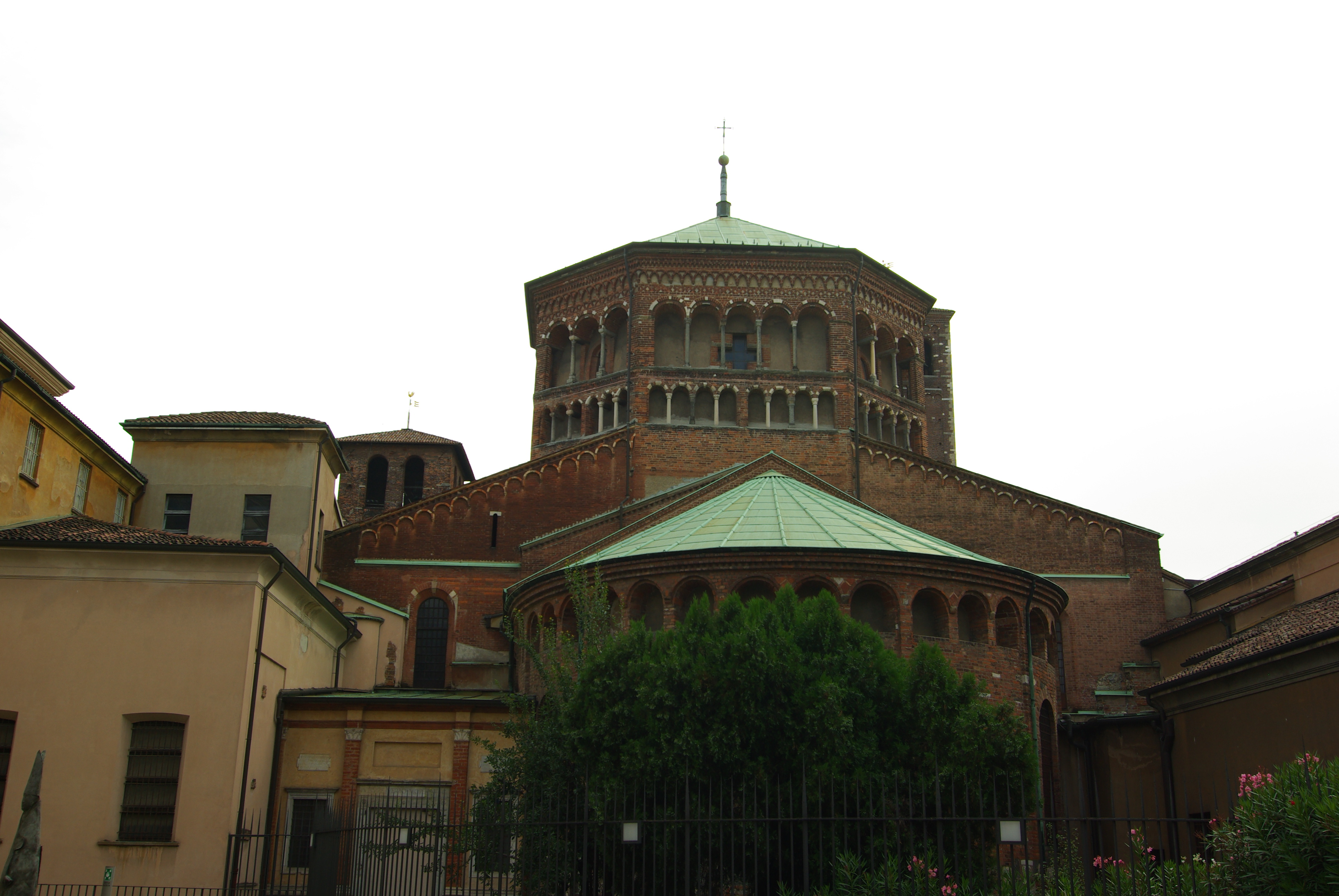
八角形の天井と後陣。ともにギャラリーで縁取られている。

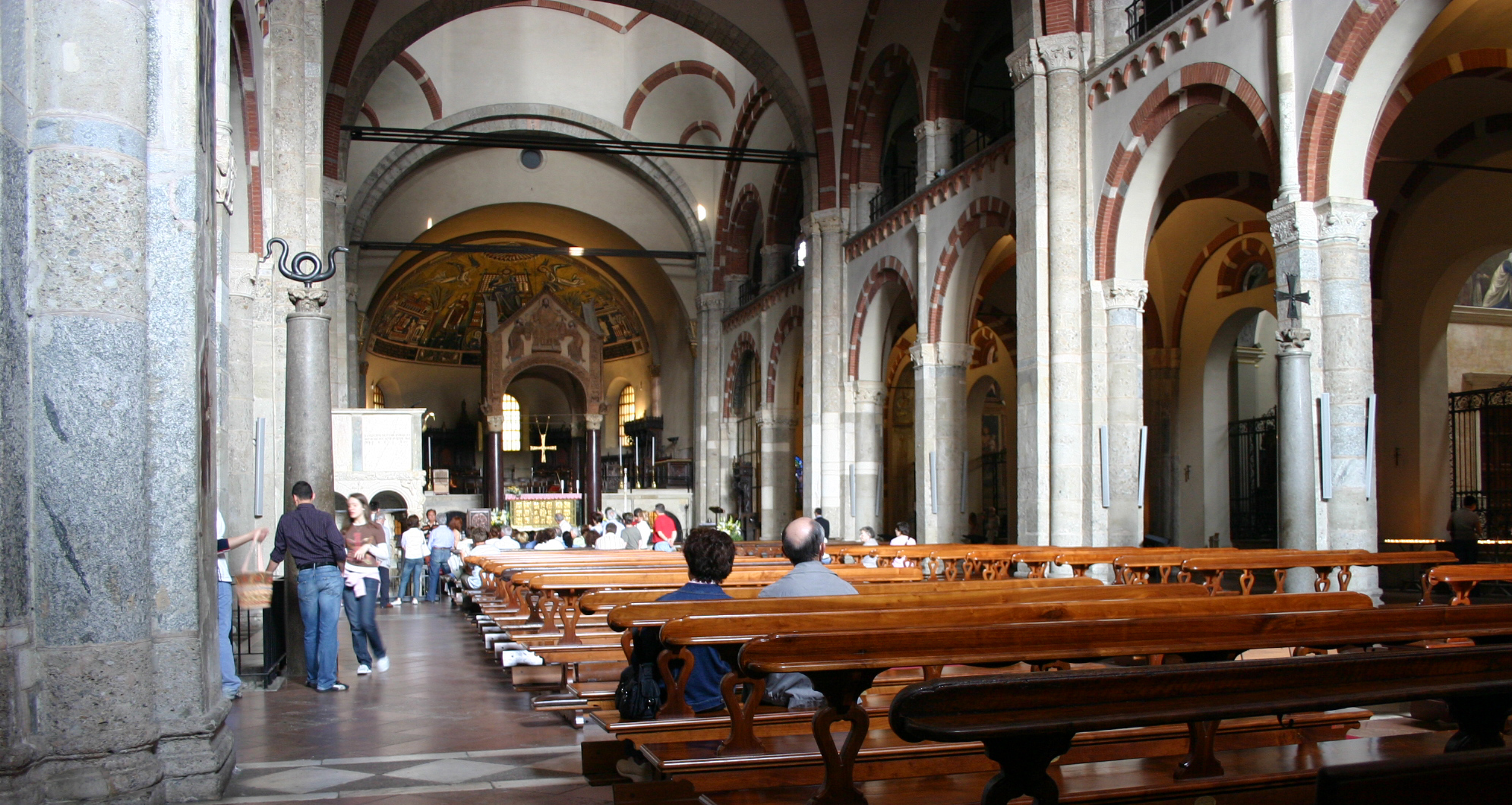
身廊。一番奥の半円蓋が後陣で、その手前に祭壇、その左手前には説教壇がみえる。

### 内部
ナルテックスを抜けて3つある扉のいずれかから聖堂に入ると、3廊式の空間に出る。天井には交差リヴ・ヴォールトがかかり、身廊と側廊はアーケードで仕切られている。ヴォールトを架けた時期は1128 - 1130年ごろと考えられており、あるいはゴシック建築のさきがけではないかと示唆する研究者もいたが、一方でこの説はリヴを支える柱の形状を根拠としてゴシックへ直接繋がる形態ではないと否定されてもいる。アーケードの2層目はトリビューンで完結しており高窓が存在しないため、広間式教会堂に分類される。アーケードの、11世紀に作成された柱頭にも様々な主題の彫刻がなされている。3つめのベイの北側には説教壇がある。説教壇自体は12世紀の作であるが、基部は古代の石棺が転用されたものである。この石棺は後述する。
その先には天蓋を戴いた黄金の祭壇があるが、ここより奥は後陣ともども立ち入れないため実物を見学することは叶わないが、後陣には金のモザイクが円蓋に施されているのが確認できる。幾度かの修復を経ているが、最古の部分は4世紀の作である。以下に聖堂内部にあるいくつかの名物を例示する。

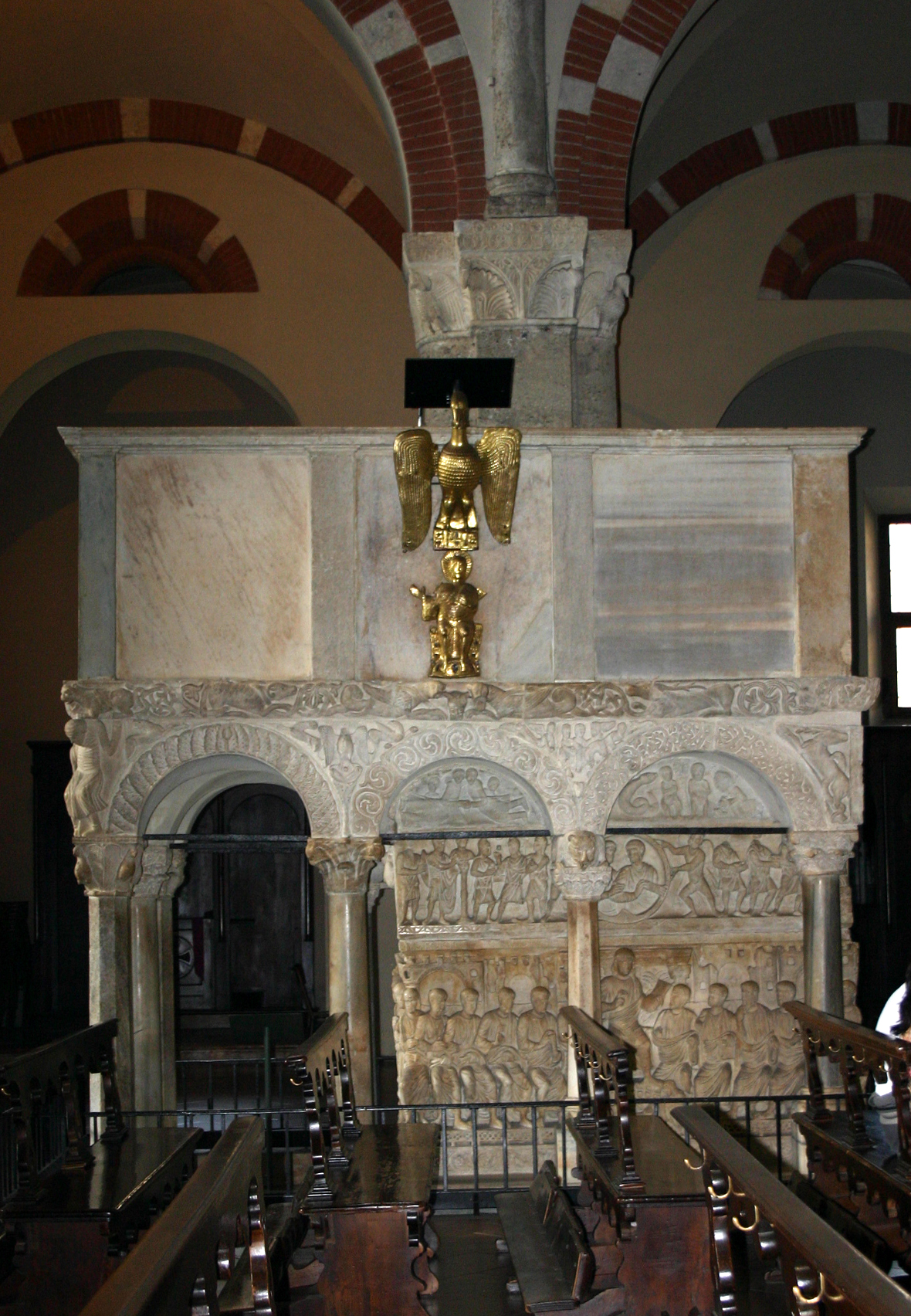
説教壇と、その下のスティリコの石棺

#### スティリコの石棺
身廊北辺の説教壇の下にある、4世紀後半に製作されたスティリコの石棺の素材は大理石で、高さ170、幅が230、奥行き150（単位はセンチメートル）というサイズをもつ。この石棺の図像には「使徒たちの集会」、「イサクの犠牲」、「ノアの方舟」、「エリヤの昇天」といった、キリスト教芸術でおなじみのモチーフが採用されているものの、その表現方法には「異教的」な芸術表現の伝統も見られ、キリスト教芸術の変遷を示す好例とされる。石棺の蓋の狭いスペースにも4面すべて彫刻が施されており、余白は見当たらない。
説教壇の下にあり、近くまでの立ち入りはできないため、間近で見学することはできない。元々は当時の誰かの棺であったが、18世紀になってからテオドシウス1世配下のスティリコという武将の名を冠して呼ばれるようになった。
バチカンにあるバチカン美術館のひとつ、ピオ・クリスティアーノ美術館にも本石棺のレプリカが存在する。

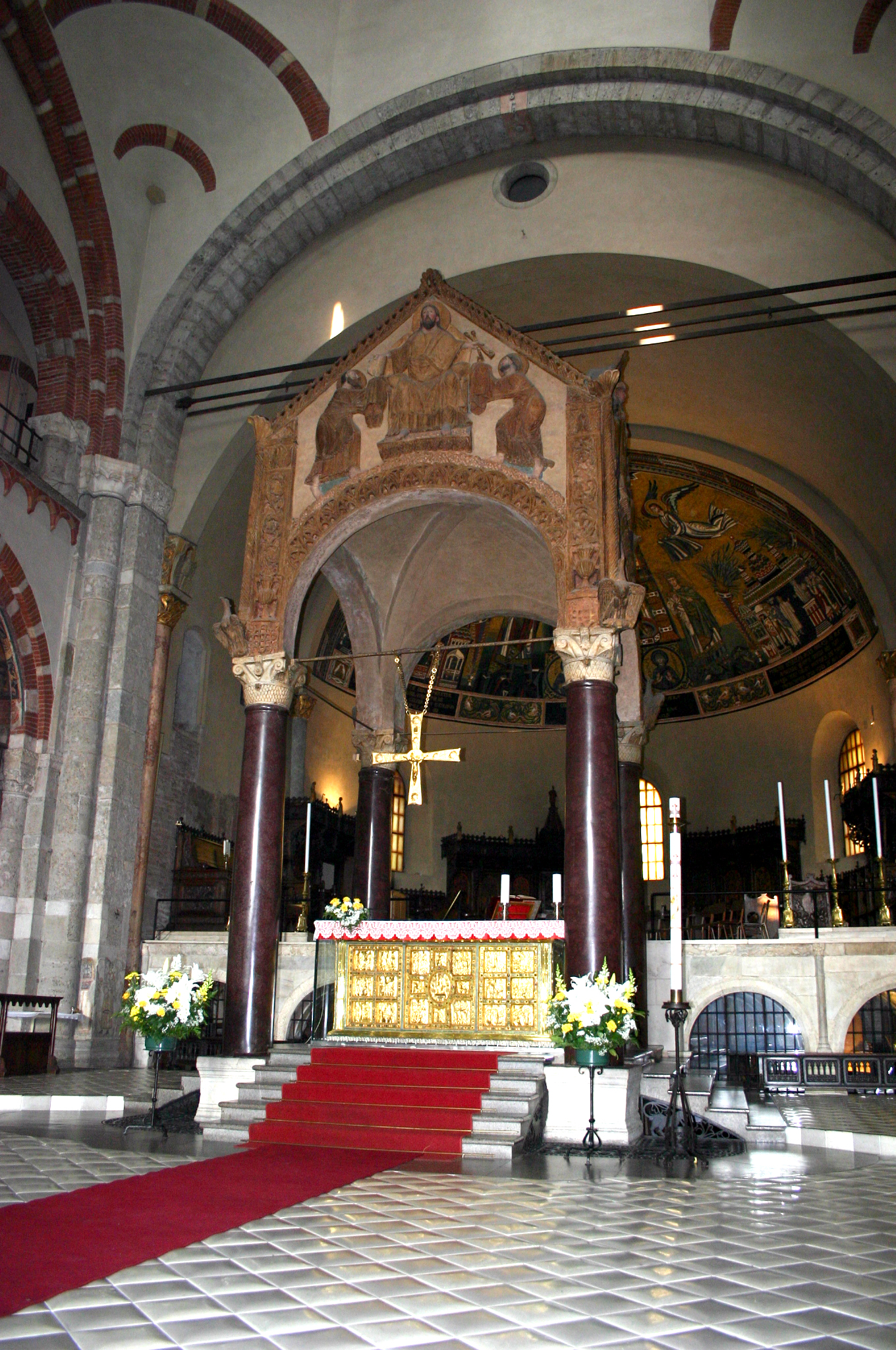
祭壇と天蓋

#### 祭壇
後陣手前、主身廊中央の少し高くなった箇所に設置された祭壇は835年の作で、4面に黄金の細工が施されている。ヴィルヴィーニオによるこの祭壇はカロリング時代の傑作とされる。西面（入口側）には「荘厳のキリスト」、東面（後陣側）には聖アンブロジウスの生涯の図像が表現されているが、東面は立入禁止の区域内であるため見学できない。祭壇を囲む天蓋は9世紀後半の製作と見られ、4本の円柱に支えられた屋根には漆喰の浮き彫りが施されている。

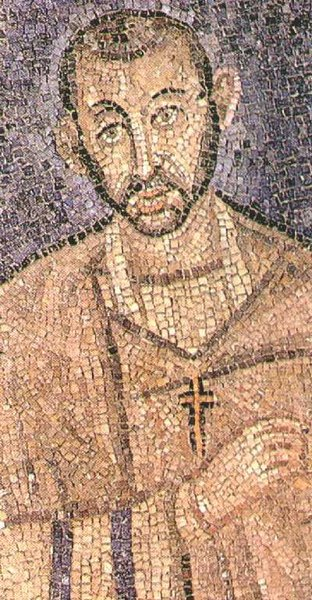
聖アンブロジウスのモザイク

#### サン・ヴィットーレ・イン・チェル・ドーロ礼拝堂
サン・ヴィットーレ・イン・チェル・ドーロ礼拝堂は前記祭壇の右奥にある礼拝堂で、拝観料を支払うことで入室できる。天井円蓋のモザイクが有名。部屋の4方の壁には壁画が描かれており、しばしば引用されるアンブロジウスのモザイクも保存されている。このモザイクはアンブロジウス存命中の作と言われる。

#### クリプト
9世紀に新設されたクリプトは半地下になっており、外光が取り入れられている。アンブロジウスの聖遺物（遺骸）もここに安置されている。

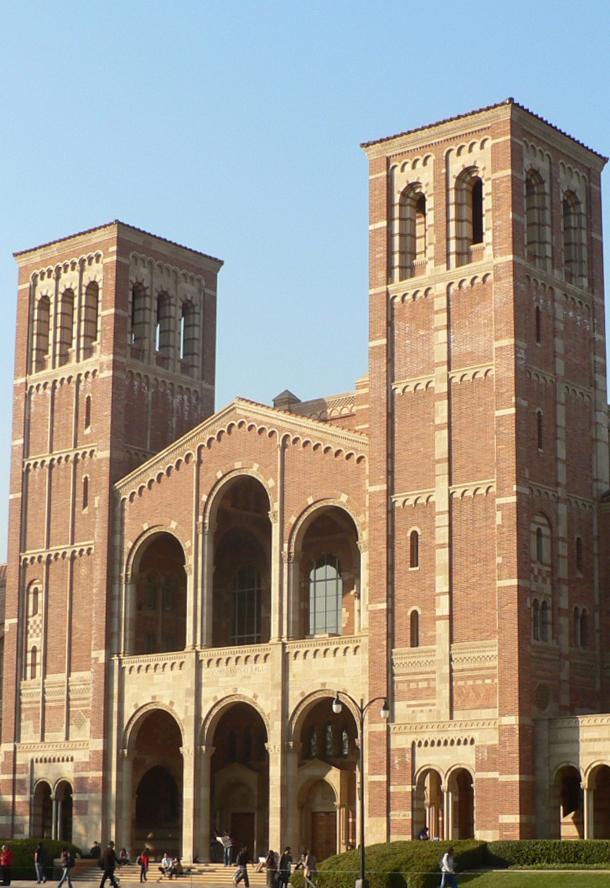
ロイス・ホールのファサード (UCLA)

## 影響
カリフォルニア大学ロサンゼルス校には4つのロマネスク様式の建築物があるが、その内の1つ、1929年に設計されたロイス・ホールは本項聖堂を模した建築物である。また、ヘンドリク・ペトルス・ベルラーヘの設計したアムステルダム証券取引所にもインスピレーションを与えたと言われる。

## イベント
毎年12月7日は聖アンブロジウスの祭日であり、聖堂周囲で数日前から祭りが行われる（当日は祝日）。多くの屋台がならび、またスカラ座もこの日からシーズンが開幕される。

## アクセス
ミラノ地下鉄M2線および同M4線のサンタンブロージョ駅から徒歩1分。